# Synagoge (Sötern)
Die Synagoge wurde um 1817 in dem Nohfeldener Ortsteil Sötern in der Hauptstraße 30 in einem Wohnhaus eingerichtet. Während der Novemberpogrome 1938 wurde die Inneneinrichtung der Synagoge zerstört. Das Gebäude selbst wurde nicht zerstört und dient heute als Wohn- und Geschäftshaus.

## Synagoge
Die Synagoge wurde um 1817 in einem ehemaligen Wohnhaus in Sötern in der Hauptstraße 30 eingerichtet. Die benötigten Mittel wurden von vier Mitgliedern der jüdischen Gemeinde aufgebracht. Zwischen 1819 und 1880 befanden sich im Untergeschoss der Synagoge die Räume der jüdischen Schule. Bis zum Bau der Mikwe in der Hauptstraße 13 im Jahr 1841 war diese wahrscheinlich im Keller der Synagoge untergebracht. Nachdem der geplante Neubau einer Synagoge nie durchgeführt wurde, wurde die Synagoge in den Jahren 1841, 1851 und letztmals im Jahr 1906 umgebaut und renoviert. Bei den Novemberpogromen 1938 wurde die Inneneinrichtung der Synagoge auf Anordnung des NSDAP Kreisleiters Ernst Diedenhofen zerstört. Da ein Übergreifen der Flammen auf die umliegenden Häuser befürchtet wurde, wurde darauf verzichtet die Synagoge niederzubrennen. Bis 1945 wurde die Synagoge als Unterkunft für Fremdarbeiter und als Pferdestall genutzt. Nach 1945 wurde das Gebäude zu einem Wohn- und Geschäftshaus umgebaut. In den 1960er Jahren wurde es als Tankstelle genutzt. Heute dient es als Wohnhaus und Bankfiliale.

## Jüdische Gemeinde Sötern
Bereits im 17. Jh. hatten sich in Sötern erste Mitglieder der jüdischen Glaubensgemeinschaft niedergelassen. Bedingt durch die liberale Judenpolitik der Grafen von Dürkheim stieg in den Folgejahren die Zahl der jüdischen Gemeindemitglieder stark an. Dies setzte sich auch in den Jahren, in denen Sötern zum Großherzogtum Oldenburg gehörte, das eine ähnlich liberale Judenpolitik verfolgte, fort. Die Gemeinde verfügte zwischen 1831 und 1910 über eine zunächst private, später öffentliche jüdische Elementarschule. Diese war bis 1880 im Untergeschoss der Synagoge untergebracht. Ab 1880 stand dann für die Schule ein eigenes Gebäude zur Verfügung (Weiherdamm 11). Die Toten wurden auf dem bereits 1680 angelegten jüdischen Friedhof bestattet. Bereits im Zuge der zunehmenden Industrialisierung des Saarlandes, im letzten Drittel des 19. Jh., zogen viele Mitglieder der jüdischen Gemeinde in andere Städte. Nach der Machtergreifung Adolf Hitlers1933 und nach dem Volksentscheid 1935 und dem damit verbundenen Anschluss des Saargebietes an das Deutsche Reich emigrierten viele der jüdischen Einwohner. Bei den Novemberpogromen 1938 wurden die Mitglieder der Gemeinde gezwungen das Inventar der Synagoge zu zerstören. Die letzten jüdischen Einwohner, mit einer Ausnahme, wurden im April und Juli 1942 deportiert. Ernst Michel Hirsch, der mit einer nichtjüdischen Frau verheiratet war, wurde 1942 nicht deportiert. 1945 entging er der Deportation, da er gewarnt wurde und sich verstecken konnte.

### Entwicklung der jüdischen Einwohnerzahl
| Jahr     | Juden | Jüdische Familien |
| -------- | ----- | ----------------- |
| 1716     |       | 15                |
| 1756     |       | 7                 |
| 1790     |       | 9                 |
| 1791     | 41    |                   |
| 1799     |       | 15                |
| 1808     | 95    |                   |
| 1817     | 107   |                   |
| ca. 1820 | 110   |                   |
| 1846     | 243   |                   |
| 1858     | 221   |                   |
| 1885     | 153   |                   |
| 1890     | 99    |                   |
| 1900     | 107   |                   |
| 1933     | 90    |                   |
| 1941     | 35    |                   |

Quelle: alemannia-judaica.de; jüdische-gemeinden.de
Im Gedenkbuch – Opfer der Verfolgung der Juden unter der nationalsozialistischen Gewaltherrschaft 1933–1945 und in der Zentralen Datenbank der Namen der Holocaustopfer von Yad Vashem werden 79 Mitglieder der jüdischen Gemeinde Sötern (die dort geboren wurden oder zeitweise lebten) aufgeführt, die während der Zeit des Nationalsozialismus ermordet wurden.